# Mimoclystia explanata
Mimoclystia explanata är en fjärilsart som beskrevs av Walker 1862. Mimoclystia explanata ingår i släktet Mimoclystia och familjen mätare. Inga underarter finns listade i Catalogue of Life.